# Захисні бахили

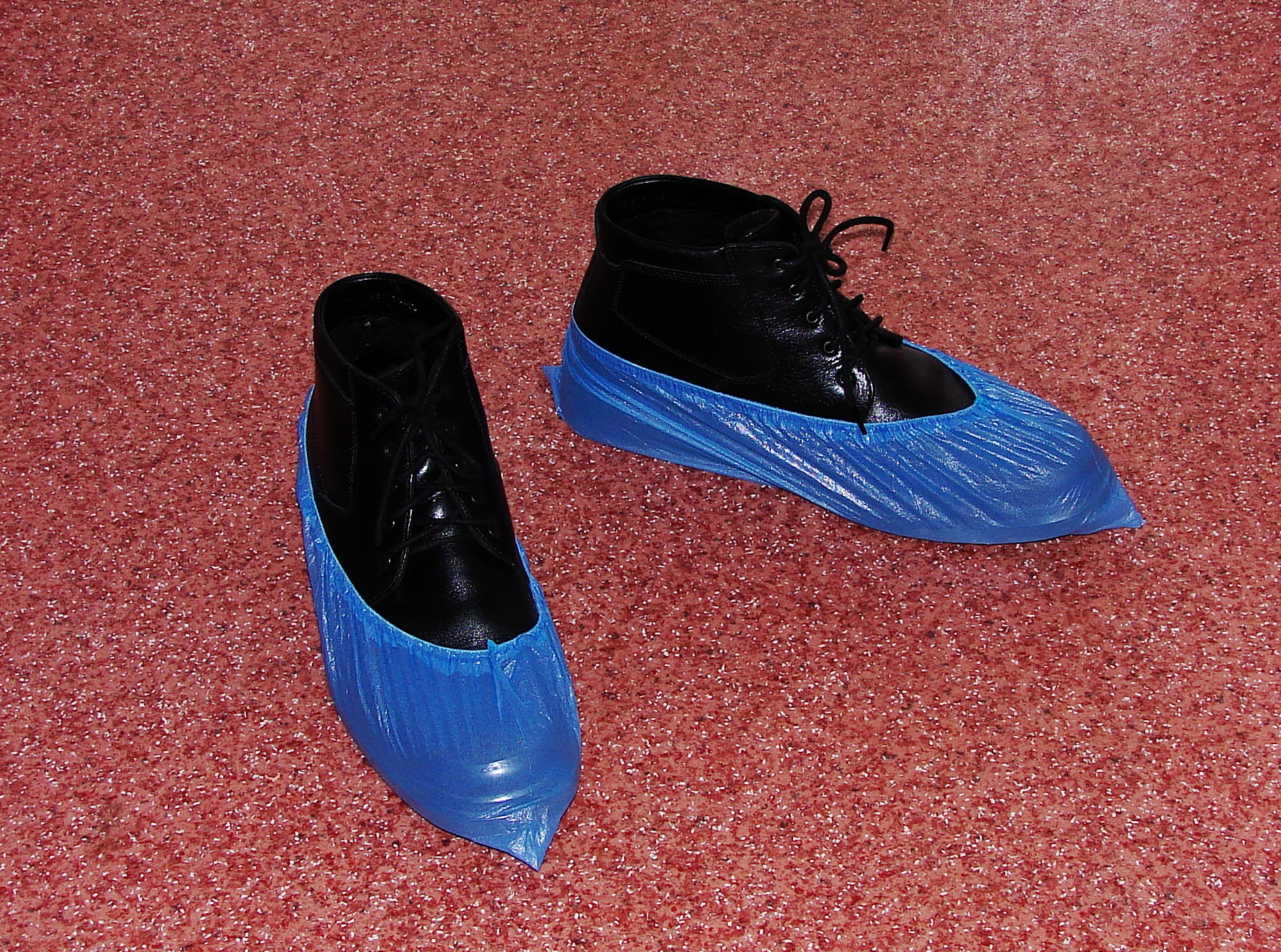
Черевики в одноразових гігієнічних бахилах з поліетиленової плівки на гумках

Бахи́ли — чохли або захисні панчохи, що надягають поверху на взуття. Застосовуються переважно в гігієнічних цілях, для збереження чистоти приміщень від вуличного бруду. Використовуються в медичних установах, в приміщеннях особливо чистих виробництв, у музеях тощо. Бувають різних конструкцій, матеріалів і кольорів. Частіше одноразові, але є й багаторазові (наприклад, багаторазові бахили з товстої м'якої тканини використовуються в музеях заради збереження цінних паркетних підлог). Також багаторазові тканинні бахили використовуються медичним персоналом в операційних кімнатах, надягають на чисте взуття, а після застосування дезінфікуються автоклавуванням.